# Dark Horse Comics

Dark Horse Comics (Дарк Горс) — одне з найбільших видавництв в США, яке спеціалізується на коміксах та манзі.
Засновано 1986 року Майком Річардсоном, який тоді вже володів декількома магазинами в штаті Орегон та займався продажем коміксів. Саме на доходи з магазинів він і заснував Dark Horse Comics.
Сьогодні видавництво за розмірами поступається лише Marvel та DC Comics.

## Популярні комікси
| - 300 спартанців - Американець - Століття рептилій - Чужі - Barb Wire - Cut - The Dark Horse Book Of - Dark Horse представляє - Гремліни Діснея - Дігімон - Groo the Wanderer - The Escapist - Годзілла - Пекельна брама: Лондон - Суперсімейка |  | - The Goon - Грендель - The Hammer' - Розбиті серця - Геллбой - Життя зі смертю - Маска - Rex Mundi - Сереніті: Ті, що покинуті внизу - Шрек - Місто гріхів - Зоряні війни: Імперія Крімсона - Зоряні війни: Імперія - Star Wars: Rebellion - Історії Зоряних війн |  | - Star Wars: Legacy - Зоряні війни: Воїни старої республіки - Тарзан - Усагі Йоджимбо - Ікс - Чужий проти Хижака - Конан-варвар - Індіана Джонс - Кінг Конг - Планета мавп - Хижак - Термінатор - Істота - Ксена: Королева воїнів - Відьмак |

## Манґа і манхва
| - 3x3 Eyes - Akira - Appleseed - Astro Boy - Banya: The Explosive Delivery Man - Berserk - Black Magic M-66 - Blade of the Immortal - Blood+ - Bride of the Water God - Bubblegum Crisis - Cannon God Exaxxion - Caravan Kidd - Club 9 | - Crying Freeman - Dominion: Tank Police - Domu - Drakuun - Eden - Gantz - Ghost in the Shell - Gunsmith Cats - Gunsmith Cats BURST - Hellsing - Hipira - Intron Depot - Ju-on - King of Wolves - Kurosagi Corpse Delivery Service | - Lady Snowblood - Legend of Mother Sarah - Lone Wolf and Cub - Lost World - Mail - Metropolis - MPD Psycho - Nextworld - Oh My Goddess! - Oldboy - Orion - Outlanders - Octopus Girl - Path of the Assassin | - Reiko the Zombie Shop - Satsuma Gishiden - Katsuya Terada's The Monkey King - The Ring - Samurai Executioner - Seraphic Feather - Masakuzu Katsura's Shadow Lady: Sudden Death - Shadow Star (Narutaru) - Spirit of Wonder - Tomie - Trigun - Translucent - Venus Wars - What's Michael? - You're Under Arrest |

## Переклади українською
У 2018 році Видавництво «Вовкулака» отримало ексклюзивні ліцензійні права на переклад коміксів Dark Horse Comics українською мовою. Першим коміксом видавництва Dark Horse Comics перекладеним українською мовою став американський комікс Відьмак на основі романів Анджея Сапковського. Також у 2019 році вийдуть перші українські видання коміксів Геллбой та Чорний Молот.